# Limousine

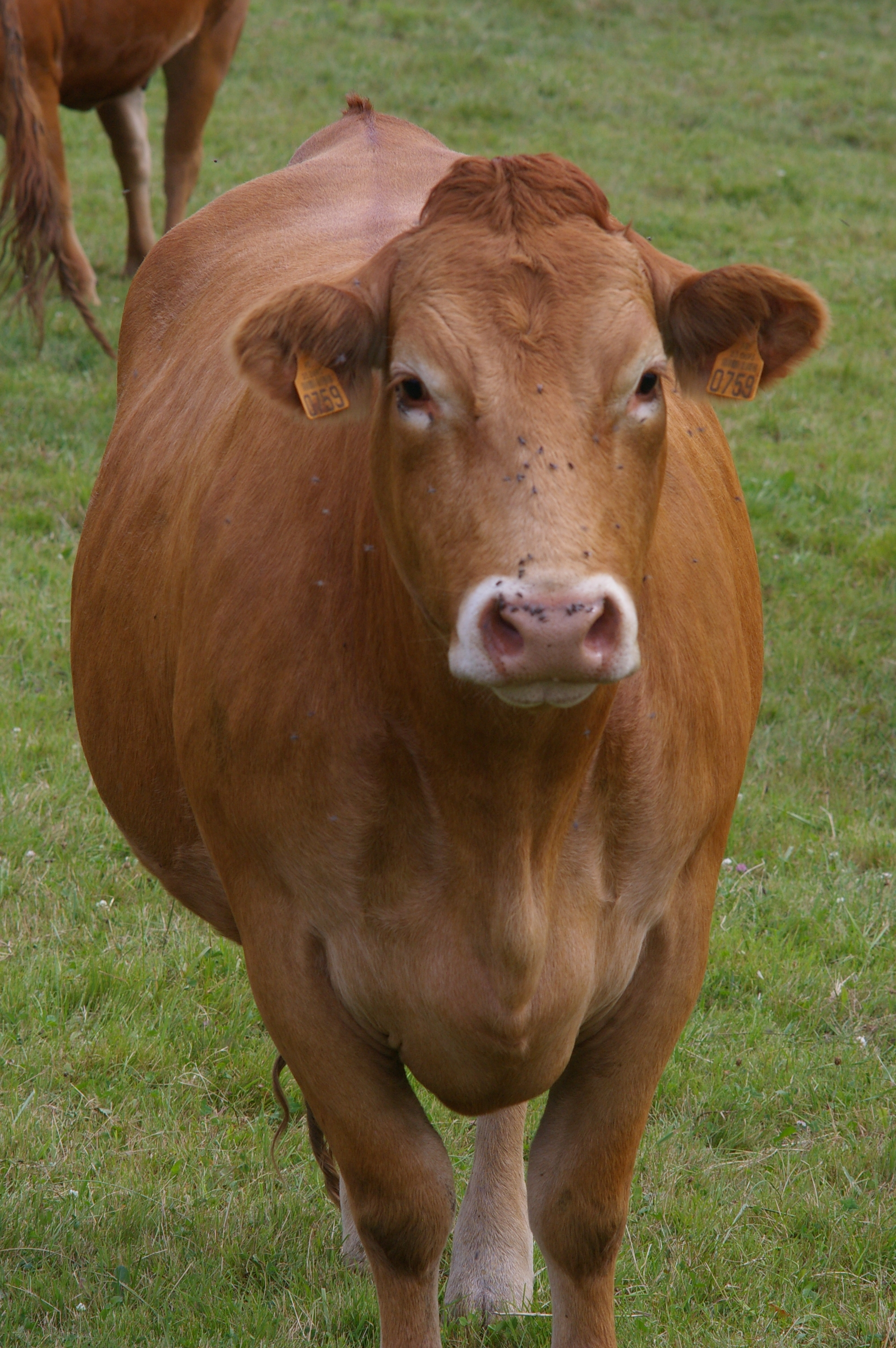
krowa rasy limousine

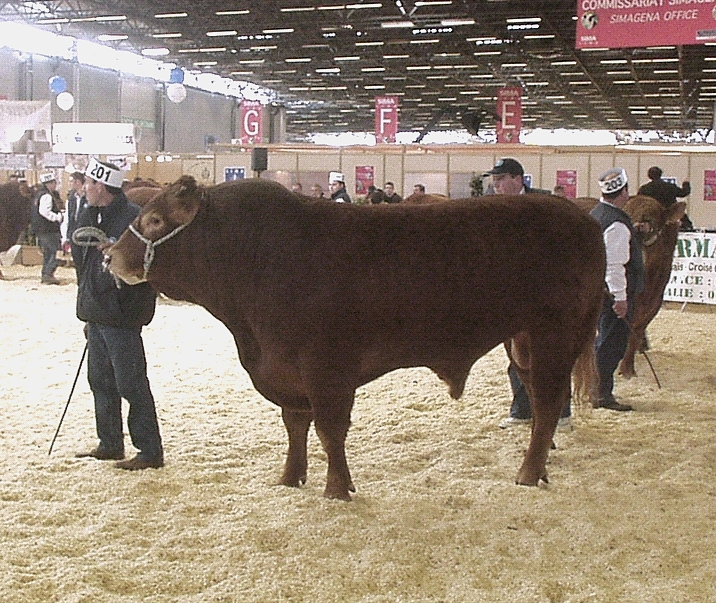
Byk limousine na wystawie rolniczej

Limousine – francuska mięsna rasa bydła domowego, pochodząca z regionu Limousin o surowym klimacie. Te trudne warunki środowiskowe wpłynęły niewątpliwie na takie cechy dzisiejszych zwierząt jak: zdrowie, kondycja, zdolności adaptacyjne. 

## Historia
W XVII w. woły rasy limousine były wykorzystywane do prac rolniczych jako siła pociągowa ze względu na ich wydolność mięśniową i zrównoważenie. W 1886 stworzono Księgę Zarodową Limousin, serwisu przeznaczonego dla hodowców w celu poświadczania jakości rasowego stada hodowlanego Limousin i monitorowania ich genealogii. Lata 30. XX w. charakteryzowały się mechanizacją rolnictwa i z tego powodu pogłowie rasy limousine znacznie spadło. W latach 60. rasę limousine odkryto na nowo, by uczynić ją rasą mięsną, szybko zwiększała swoją liczebność dzięki walorom smakowym i nieodłącznym cechom umożliwiającym łatwą hodowlę (cielenie się, adaptacja do środowiska itp.). W 1991 powstało Pola de Lanaud, pozwalającego profesjonalistom w hodowli limousine na zdobycie unikalnego narzędzia promocyjnego. To miejsce skupiało wszystkie ogniwa w łańcuchu selekcji i doskonalenia ras, stworzonym przez i dla hodowców. W 2015 nastąpiło otwarcie Parku Limousine, parku agroturystycznego łączącego odkrywanie Wyścigu Limosine, turystykę, środowisko, kulturę, gastronomię i promocję produktów lokalnych. Z każdym nowym sezonem turystycznym dla publiczności oferowane są nowe atrakcje.

## Opis
Osobniki rasy limousine charakteryzują się wczesnym okresem dojrzewania, długowiecznością, płodnością i łatwymi wycieleniami. Krowy charakteryzują się dużą mlecznością, dochodzącą do 4 tys. litrów. Dorosłe krowy dorastają do 137 cm wysokości w kłębie i 700 kg, natomiast buhaje do 143 cm i 1100 kg. Masa ciała rodzących się jałówek to około 35 kg, a buhajków ok. 40 kg. Rasa limousine charakteryzuje się najsilniejszym wśród bydła domowego instynktem stadnym.

## Hodowla
Rasa popularna na całym świecie ze względu na mięso o doskonałych właściwościach kulinarnych. Przyczyn ogromnej popularności bydła limousine jest wiele. Obok imponującego umięśnienia i wysokich walorów kulinarnych chudego mięsa, najważniejsze z nich to: zdolność przystosowania się do różnych warunków środowiska, dobre zdrowie, łatwość ocieleń i duża żywotność cieląt. Zwierzęta utrzymywane są z powodzeniem zarówno w chowie intensywnym w budynkach inwentarskich, jak i ekstensywnym na pastwiskach. Obecnie najliczniejsza z ras mięsnych w Polsce, hodowana zarówno w czystości rasy, jak i wykorzystywana do uzyskania mieszańców z krowami rasy holsztyńsko-fryzyjskiej przeznaczonymi na opas. Przy odpowiednim żywieniu zwierzęta wykazują, jak żadna inna rasa bydła mięsnego, zharmonizowany rozwój szkieletowy i mięśniowy. Dzięki temu ubój nawet przy niższej masie ciała i w młodszym wieku nie pogarsza wydajności rzeźnej, jakości tuszy, wysokiego udziału w niej wyrębów wartościowych i pożądanego stosunku mięsa do kości.